# Houstonia serpyllifolia
Houstonia serpyllifolia är en måreväxtart som beskrevs av André Michaux. Houstonia serpyllifolia ingår i släktet Houstonia och familjen måreväxter. Inga underarter finns listade i Catalogue of Life.